# Рор, Фердинанд фон
Вильгельм Ойген Людвиг Фердинанд фон Рор (нем. ; 17 мая 1783, Бранденбург — 15 марта 1851, близ Глогау) — прусский военный и государственный деятель, генерал инфантерии, военный министр (1847—1848). Основоположник военной подготовки, названного по его имени «Роровой».

## Биография
Родился в семье прусского майора. Служил пажем при дворе Карла Вильгельма Фердинанда Брауншвейгского.
Начал военную службу пехотным офицером в 1797 году. Участник кампаний против Наполеона в 1806 году, сражался в Битве при Йене и Ауэрштедте, обороне Данцига и против России в 1812 году, где служил капитаном генерального штаба фельдмаршала Людвига фон Йорка. Рор оставался одним из ближайших соратников Людвига фон Йорка после того, как был установлен мир с Россией и прусская армия выступила против Франции.
Участвовал в Освободительной войне Германии, сражался с войсками Наполеона в 1813 году при Лютцене и Бауцене. Получил ранение в грудь и больше не смог принимать участие в военных действиях. Несмотря на тяжёлое ранение, продолжил военную службу. 6 июня 1813 года Рору было присвоено звание майора. Был назначен руководителем вещевого отдела военно-экономического управления Военного министерства.
В 1823 году был назначен командиром 6-го пехотного полка. После службы в должности командира 8-й бригады ландвера получил звание генерал-майора. В марте 1830 г. был назначен командиром 9-й бригады ландвера.
С 1837 по 1839 год — директор отдела военной экономики в Военном министерстве Пруссии. С 1839 по 1847 год командовал 11-й пехотной дивизией в Бреслау.
С октября 1847 года занимал пост военного министра Пруссии. Во время его службы в министерстве произошла революция 1848—1849 годов. Перенёс кровоизлияние, из-за которого был прикован к постели. После выхода в отставку в декабре 1848 года получил чин генерала инфантерии.
В 1851 году стал членом Первой палаты прусского государственного парламента, но вскоре был вынужден уйти в отставку из-за инсульта и вскоре умер.

## Награды
Королевства Пруссия:
- Железный крест 1-го класса
- Крест за выслугу лет[нем.]
- Орден Святого Иоанна Иерусалимского почётный кавалер (1829, Rechtsritter)[3]
- Орден Красного орла 3-го класса[4]
- Орден Красного орла 2-го класса с дубовыми листьями (1832)[5]; звезда к ордену с дубовыми листьями (1837)[6]
- Орден Красного орла 1-го класса с дубовыми листьями (1841)[7]

Российской империи:
- Орден Святого Владимира 4-й степени с бантом (15 сентября 1813)[8]
- Орден Святой Анны 2-й степени (18 декабря 1814)[9]
- Орден Святого Станислава 1-й степени (24 ноября 1835)[10]

Прочие:
- Орден Белого сокола большой крест